# Axel (voornaam)
Axel of soms Axl is een jongensnaam. De naam komt uit het Zweeds en staat voor: "verhevene, hij die vrede brengt". Hij is afgeleid van de naam Absalom.

## Bekende naamdragers
- Jan Axel Blomberg, Noorse drummer
- Axel von dem Bussche, Duitse militair
- Axel Daeseleire, Belgische acteur
- Axel Hedfors, Zweedse dj
- Axel Kock, Zweedse taalkundige
- Axel Lille, Finse politicus
- Axel Lukkien, Nederlandse zanger, componist en tekstschrijver
- Axel Merckx, Belgische wielrenner
- Axel-Herman Nilsson, Zweedse schansspringer
- Axl Peleman, Vlaams rockgitarist
- Axl Rose, Amerikaans musicus
- Axel Rudi Pell, Duitse gitarist
- Axel Tyll, Oost-Duits voetballer
- Axel Witsel, Belgisch voetballer